# Migé Amour
Migé Amour, pseudonimo di Mikko Henrik Julius Paananen (Helsinki, 19 dicembre 1974), è un bassista finlandese, membro del gruppo musicale finlandese HIM.

## Biografia
Ha vissuto a Oulunkylä, quartiere di Helsinki fino a tredici anni, quando i suoi genitori divorziarono e suo padre si trasferì altrove. Successivamente la famiglia si spostò a Tuusula, circa 30 km a nord di Helsinki. Qui Paananen crebbe in una famiglia d'arte.
Al conservatorio conobbe Ville Valo con cui nell'1991 fondò gli HIM.

## Strumentazione
Fender Precision, Ampeg SWT - II Pro, David Eden, Fender, Ampeg, pedale fuzz, robot.